# Old Swan
Old Swan jest wewnątrzmiejską dzielnicą Liverpoolu, Merseyside, Anglii. W 2011 miejscowość liczyła 16 461 mieszkańców.

## Nazwa
Dzielnica wzięła nazwę od jednego z trzech budynków publicznych znajdujących się przy głównej drodze. W dosłownym tłumaczeniu znaczy Stary Łabędź.

## Transport
Regularnie kursujące autonusy (nr: 1, 8, 9, 10, 61, 62, 68) do centrum miasta, jak również w kierunku Aigburth, Bootle, Huyton i St Helens.